# Cartel des non
Le « cartel des non » désigne à l'origine la coalition de partis qui s'oppose à partir de septembre 1962 au projet du président de la République française Charles de Gaulle de réformer la Constitution française pour permettre l'élection au suffrage universel du président de la République française.
Par extension, l'expression est employée pour qualifier un ensemble hétéroclite de groupes qui ne s'allient que dans le but de combattre un même adversaire.

## Le cartel des non de 1962
Le 20 septembre 1962, Charles de Gaulle propose de réformer la constitution pour que le président de la République soit désormais élu au suffrage universel. Se forme contre ce projet une coalition d'opposants hétéroclites, vite nommée par dérision « cartel des non » par référence au cartel des gauches créé en 1924 par réaction au Bloc national. Elle est composée de partis de droite et de partis de gauche, unis dans cette seule opposition à un homme et à son projet : des radicaux, des socialistes de la SFIO, des chrétiens-démocrates du MRP et des indépendants du CNIP. Il s'agit de formations de premier plan sous la Quatrième République. Elles ont voté la constitution de 1958 et ont soutenu l'arrivée au pouvoir de de Gaulle en juin 1958. Mais leurs relations avec le président se sont progressivement distendues au fil des positions prises par celui-ci sur l'Algérie, l'Europe et le régime parlementaire. 
Le différend avec l'exécutif porte certes sur le fond du projet, accusé de conduire à un régime présidentiel, mais surtout sur ses modalités d'approbation : par référendum, et non pas par un vote du Parlement comme le dispose la constitution en vigueur. 
Le 5 octobre, 280 des 576 députés — dont les dix communistes — votent une motion de censure du gouvernement Pompidou, portant sur les modalités de révision constitutionnelle.  
Une campagne se lance pour le référendum, au cours de laquelle la position du cartel est plus délicate qu'à l'Assemblée, puisque les partis qui le composent doivent assumer leurs divisions face aux électeurs. Le 28 octobre, le oui l'emporte avec 46,65 % des inscrits et 62,25 % des voix exprimées. 
Rasséréné par un taux élevé d'abstention, le cartel des non conserve cependant quelques espoirs pour les prochaines élections législatives. Mais son union ne peut se réaliser, faute de s'entendre sur un programme commun : le cartel est miné par les divisions entre les nostalgiques de l'Algérie française et ceux qui se satisfont de l'action de Charles de Gaulle, partagé sur la place du Parti communiste dans les alliances électorales et finalement assez divisé sur l'opportunité d'un régime présidentiel. En novembre 1962, les gaullistes de l'UNR s'assurent une très forte majorité, auprès de Français satisfaits de devenir l'arbitre, sans intermédiaire, de l'autorité. 
Le cartel ne survit à pas à cet épisode : les partis politiques qui s'y sont engagés en sortent très amoindris : on se déchire au sein de la SFIO, du MRP ; les Républicains indépendants quittent le CNIP, etc.

## Par extension
Par la suite, diverses alliances électorales sont qualifiées de « cartel des non » dans le but de les discréditer : des tentatives d'accord contre le passage au quinquennat présidentiel en 2000, celle des partisans du non au référendum de 2005 sur le traité de Maastricht,, des opposants aux projets de référendum sur l'immigration et la sécurité de Nicolas Sarkozy en 2016, etc.